# Cavalo Nordestino

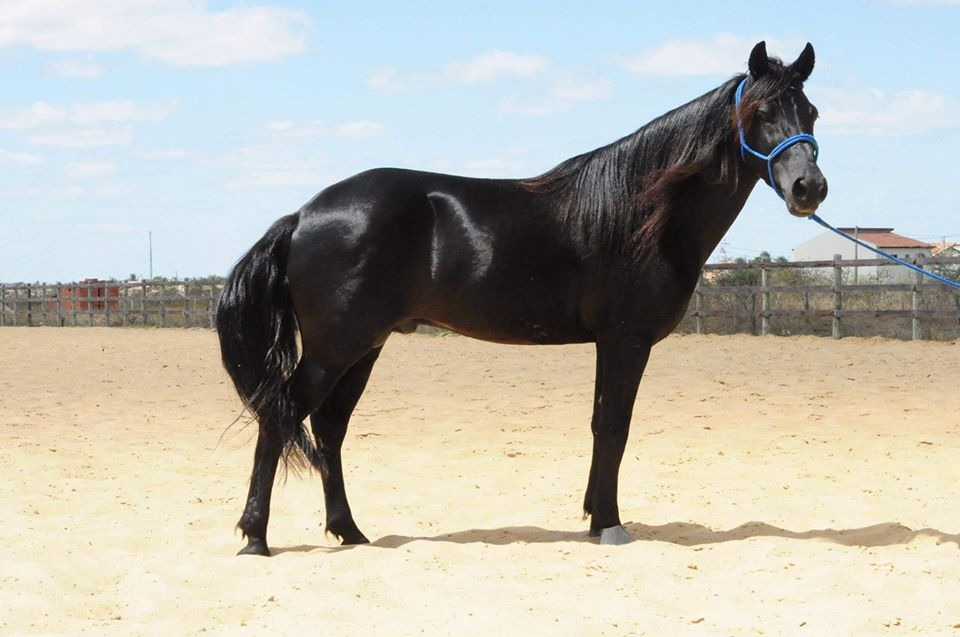
Cavalo nordestino em pista de vaquejada.

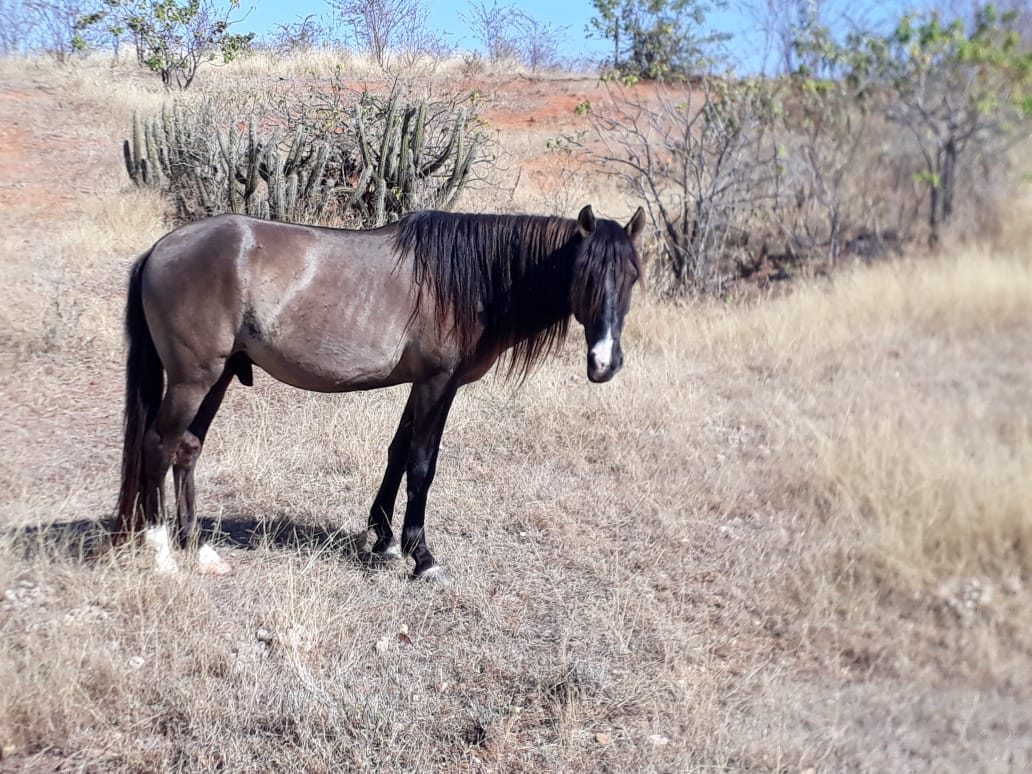
Cavalo nordestino na Caatinga.

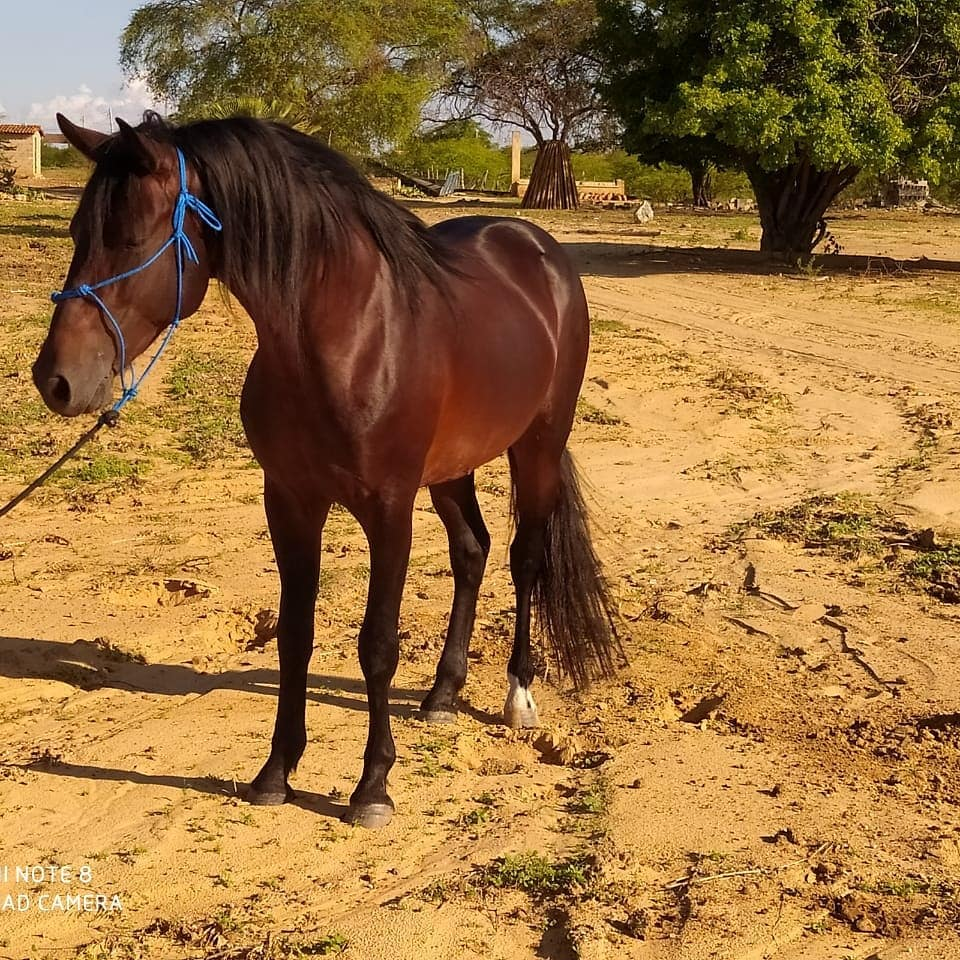
Cavalo nordestino castanho.

O  Cavalo Nordestino ou Cavalo Crioulo Nordestino, também conhecido por Cavalo de Mourão (vulgo Mourão), Cavalo Pé Duro Nordestino ou Cavalo Sertanejo do Nordeste é uma raça de cavalos surgida na região nordeste do Brasil.
A raça está actualmente ameaçada de extinção (menos de 500 mil exemplares puros e mistos) principalmente devido a falhas na organização para manutenção da raça, a cruzas entre exemplares remanescentes com outras raças (gerando mestiços) e à falta de interessados em possuir esta raça de cavalos.

## História
Com o descobrimento do Brasil pelos portugueses, o cavalo (até aí inexistente no território.) foi introduzido na América do Sul para ser utilizado como meio de deslocação. Esta introdução na Região Nordeste do Brasil ocorreu em 1549 e deu-se ao empenho de Duarte Coelho, primeiro donatário da Capitania de Pernambuco., que ao estabelecer ao longo do Rio dos Currais (actual Rio São Francisco) fazendas de gado bovino providas de gado e cavalos foi o percursor desta nova raça.
Esta raça de cavalos foi originária de vários animais: de cavalos e garranos que fugiram das ditas fazendas, dos que foram abandonados e daqueles que sobreviveram aos ataques indígenas praticados contra as fazendas aí existentes. Estes cavalos, na natureza agreste do Sertão nordestino sofreram cruzamentos e apuramentos de modo a que foi criada a primeira raça autóctone de cavalos do Brasil.
Durante muitos anos esta raça foi utilizada pelos vaqueiros do Sertão nordestino como animal de trabalho (transporte, apanha e perseguição de gado etc). Com o desaparecimento quase completo desta profissão, no fim do Séc. XX, a raça seguiu rumo igual. Hoje restam muito poucos exemplares.

## Fundo genético
É descendente principalmente das raças de cavalos ibéricas, nomeadamente do cavalo garrano, do cavalo sorraia e do cavalo berbere. Estes foram trazidos principalmente da Ilha da Madeira, Cabo Verde e Portugal Continental.

## Características
Esta raça de cavalos é muito rústica, sendo altamente adaptada ao clima semiárido do sertão nordestino. Suporta ambientes secos e quentes. Em termos alimentares tem facilidade em se adaptar e subsistir de ingestão de plantas de baixa qualidade nutricional e água escassa ou insalubre.

Além de ter porte baixo (típico dos cavalos curraleiros), suporta bastante o desgaste do casco (casco sem ferradura) por ser muito duro, por isso é comum ser chamado de "pé duro". A maioria dos exemplares tem o andamento considerado marchador, característica esta bastante desejável, pois dá ao cavaleiro bastante conforto no uso deste animal no dia a dia.

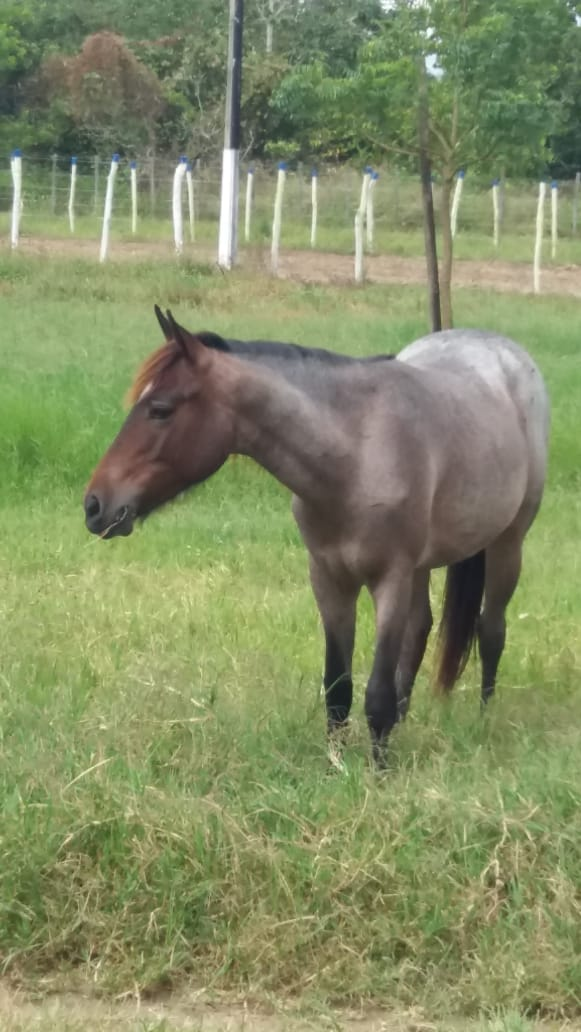
Potro da raça Cavalo nordestino.

Possiu porte pequeno, entre 1,30m e 1,50m de altura no garrote/cernelha, contudo não é considerado pónei conforme registro da raça.

Características morfologicas padrão.:

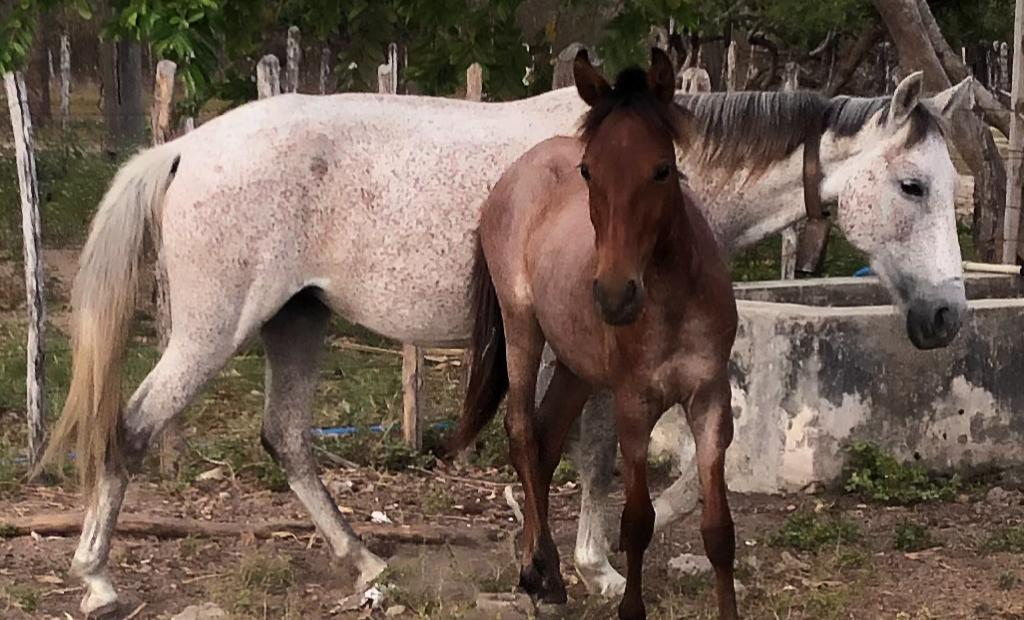
Mãe e filho da raça Cavalo nordestino.

- Mãe e filho da raça Cavalo nordestino. Tipo – Perfil recto, por vezes côncavo. Animais de corpo leve (em média 150kg a 250kg), pernas longas e pêlo curto durante o todo o ano.
- Altura – Medida ao garrote, com hipómetro, nos animais adultos é entre 1,30m e 1,50m[6] .
- Pelagem – A pelagem mais comum é a castanha (cores do Garrano ), mas pode ser tordilha[8] (branco), tordilho[8] (vulgo pedrês, que é fundo branco com pintas levemente mais escuras de um branco sujo) ou alazã[8] (todo o corpo coberto por pelos de tonalidade avermelhada).

- Temperamento – É activo e dócil, possui aptidão para o trabalho com gado, esporte e tiro leve.
- Andamentos – Geralmente fáceis, rápidos, de pequena amplitude mas altos. Nos caminhos de montanha são firmes, a subir e a descer, e cuidadosos com as pedras e obstáculos das estradas acidentadas. Aptidão natural para marchar (andadura ou “molliter incedere”/passo travado ou “numeratim”).
- Aptidão – Sela e transporte de carga, com especial aptidão para caminhos de mato e perseguição a bovinos. Utilizado por vaqueiros e carroceiros.
- Cabeça – Fina, mas vigorosa e máscula. Nos machos é grande em relação ao corpo, proporcionalmente maior que nos cavalos. Perfil recto, por vezes côncavo. O crânio insere-se sempre na face com grande inclinação, de forma que a parte superior da fronte é convexa de perfil, a crista occipital é pouco saliente em relação aos côndilos. Órbitas salientes sobre a fronte, transversalmente plana. Os olhos são redondos e expressivos. Largas narinas. Orelhas médias. Os dentes são característicos. As ganachas são fortes e musculosas.
- Pescoço – Bem dirigido e longo.
- Cernelha – A cernelha é levemente saliente e o dorso é recto.
- Peitoral – Amplo.
- Costado – Tronco de costelas, em geral, chatas e verticais.
- Garupa – A garupa é densa, de ancas saídas e largas.
- Espádua – Vertical e curta.
- Membros – Aprumados, proporcionais e estreitos. Cascos cilíndricos, geralmente da cor preta, e muito duros (capaz de percorrer distâncias de até 70km por dia e não necessitar de uso de qualquer tipo de ferradura).

## Associações de criadores e entusiastas
Criadores e entusiastas estão se organizando e trabalhando para a recuperação e preservação desta raça, emitindo registro inicial (RI), estimulando a cruza entre animais puros e divulgando a raça para atrair interessados com o objectivo de manter vivo este patrimônio genético equino brasileiro.
A grande maioria dos animais estão concentrados no nordeste brasileiro, cujo trabalho de preservação tem sido conduzido por três associações distintas: uma pela Associação Brasileira de Criadores de Cavalo Nordestino (ABCCN); outra pelo Núcleo de Preservação e Seleção do Cavalo Nordestino (NPSCN); e outra pela Associação Equestre e de Preservação do Cavalo Nordestino (AEPCN), orientando os proprietários e amantes da raça a manter as qualidades e características originais da raça.
Em 2021 foi divulgado que o Instituto Nacional do Semiárido e a Associação Brasileira de Criadores de Cavalo Nordestino (ABCCN) e o Núcleo de Conservação do Cavalo Nordestino da Paraíba (NCCN-PB) iniciaram os primeiros estudos e conservação de alguns exemplares dando os primeiros passos para a preservação do cavalo nordestino.

## Relação da raça com o Ministério da Agricultura, Pecuária e Abastecimento (MAPA) do Brasil
O MAPA reconhece a raça, cujo padrão foi submetido à análise e aprovado em 1987. Porém isto não foi suficiente para consolidar uma criação organizada da raça e atrair mais interessados. Em documento disponibilizado em 2016, embasado com dados de 2013, o MAPA alerta para a necessidade de organização da raça, estimando em 500 mil animais vivos, entre puros e mestiços. No mesmo documento o MAPA indica que a associação responsável pela raça se encontra desativada há 8 anos, sem citar qual é esta associação. Provavelmente o documento se refere à Associação Brasileira de Criadores de Cavalo Nordestino (ABCCN), cuja autorização para efetuar os registros genealógicos da raça foi revogada um ano depois, na Portaria n. 1.537/2017 do MAPA publicada no Diário Oficial da União, no dia 26/07/2017, Seção 1, página 17, autorização esta concedida em 1974. Actualmente as associações que, por iniciativa própria, estão assumindo os registros de exemplares da raça são o Núcleo de Preservação e Seleção do Cavalo Nordestino (NPSCN) e a Associação Equestre e de Preservação do Cavalo Nordestino (AEPCN).
Porém, ao que tudo indica a Associação Brasileira de Criadores de Cavalo Nordestino (ABCCN) voltou a ativa em relação aos trabalhos relacionados ao cavalo nordestino, uma vez que sua página na internet voltou a fazer postagens depois de um hiato de 2 anos (em 2017 tinham 3 postagens, em 2019 tinham 3 postagens) e sua página pessoal no Instagram é bastante ativa, com muitas fotos e informações da associação postadas com bastante frequência.
Já a Associação Equestre e de Preservação do Cavalo Nordestino (AEPCN) ao que tudo indica desativou sua página no Facebook onde mantinha constantes postagens sobre o cavalo nordestino.